# Gymmerholmens naturreservat
Gymmerholmens naturreservat är ett naturreservat i Värmdö kommun i Stockholms län.
Området är naturskyddat sedan 1974 och är 36 hektar stort. Reservatet omfattar den södra delen av Gymmerholmen, inklusive den landfasta halvön Tallholmen samt även ett antal mindre kobbar öster om huvudön, däribland Enkobben, Rivenskobb och Skårkobbarna. Reservatet består av hällmark med tallar.
Den del av naturreservatet som ligger utanför huvudön är också fågelskyddsområde med tillträdesförbud från 1 april till 15juli. Fågelskyddsområdet inrättades 1967 som Klintfjärdens fågelskyddsområde.